# Thạnh Phú, Vĩnh Long
Thạnh Phú là một xã thuộc tỉnh Vĩnh Long, Việt Nam.
Trước ngày 16 tháng 6 năm 2025, Thạnh Phú là thị trấn huyện lỵ của huyện Thạnh Phú, tỉnh Bến Tre. 

## Địa lý
Xã Thạnh Phú có vị trí địa lý:
- Phía đông giáp xã Thạnh Hải và An Qui.
- Phía tây giáp xã Quới Điền.
- Phía nam giáp xã Hòa Minh và Long Hòa, ranh giới là sông Cổ Chiên.
- Phía bắc giáp các xã An Hiệp, Ba Tri và Tân Thủy, ranh giới là sông Hàm Luông.

Xã Thạnh Phú có diện tích 70,7 km², dân số năm 2025 là 42.628 người, mật độ dân số đạt 602 người/km².

## Lịch sử
Ngày 16 tháng 6 năm 2025, Ủy ban Thường vụ Quốc hội ban hành Nghị quyết số 1687/NQ-UBTVQH15 về việc sắp xếp các đơn vị hành chính cấp xã của tỉnh Vĩnh Long năm 2025. Theo đó, sắp xếp toàn bộ diện tích tự nhiên, quy mô dân số của thị trấn Thạnh Phú và các xã Bình Thạnh, Mỹ An và An Thạnh thành xã mới có tên gọi là xã Thạnh Phú.
Sau khi sáp nhập, xã Thạnh Phú có 70,7 km² diện tích tự nhiên và dân số 42.268 người.